# Orgware
Orgware je mrežna sastavnica informacijskih sustava. Organizacijska je sastavnica. Obuhvaća sve metode, mjere, propise i specifikacije kojima se vremenski i funkcijski usklađuje djelovanje ostalih sastavnica u sustavu: sklopovlja, programske podrške, ljudi i mrežne sastavnice.

## Usporedi
- NetWare
- alfa-inačica
- beta-inačica
- plati koliko želiš
- darovna ekonomija
- freemium
- freeware
- shareware
- demo
- abandonware
- vaporware
- shovelware (crapware, garbageware)
- adware
- donationware
- otvoreni kod
- nagware
- glossyware
- beerware